# Slovenská zemědělská univerzita v Nitře
Slovenská zemědělská univerzita v Nitře (slovensky Slovenská poľnohospodárska univerzita v Nitre), často označovaná jen zkratkou SPU, je slovenská veřejná vysoká škola univerzitního typu se sídlem v Nitře. Založena byla roku 1952. Zaměřuje se nejen na obory spjaté se zemědělstvím a životním prostředím, ale i některé obory společenských věd. Poskytuje vzdělání na třech stupních: bakalářském, inženýrském a doktorském. Podle žebříčku QS World University Rankings z roku 2023 je 6. nejkvalitnější univerzitou na Slovensku, 251.-300. nejlepší zemědělskou školou na světě a 1201.-1400. nejlepší univerzitou na světě.

## Dějiny školy
V roce 1946 Slovenská národní rada vytvořila z oboru lesnického a zemědělského inženýrství Slovenské vysoké školy technické v Bratislavě samostatnou školu - Vysokou školu zemědělského a lesnického inženýrství v Košicích. Ta se v roce 1952 rozhodnutím vlády rozdělila na dvě samostatné vysoké školy - Vysokou školu zemědělskou v Nitře a Vysokou školu lesnickou a dřevařskou ve Zvolenu. Vysoká škola zemědělská v Nitře zahájila svou činnost dvěma studijními obory - fytotechnickým a zootechnickým. Měla dvě fakulty: agronomickou a zootechnickou. Později se tyto dvě fakulty sloučily do Agronomické fakulty a zároveň byla zřízena nová Provozně-ekonomická fakulta, která od roku 1997 působí pod názvem Fakulta ekonomiky a managementu. Vysokoškolský komplex SPU byl postaven v letech 1961-1966 podle oceňovaného modernistického projektu architektů Vladimíra Dedečka a Rudolfa Miňovského. Rozhodnutím Památkového úřadu Slovenské republiky z 11. dubna 2014 bylo devět objektů v areálu SPU v Nitře vyhlášených za národní kulturní památku. Své rozhodnutí zdůvodnil: "Stavba je jednou z nejvýznamnějších realizací svého druhu na Slovensku a zároveň jedním z nejkvalitnějších děl domácího poválečného modernismu. Areál vytváří důležitou figuru v panoramatu města Nitry a v průběhu let se stal jedním ze symbolů města". S rozvojem zemědělské techniky a jejím uplatněním v praxi se vytvořily v rámci Provozně–ekonomické fakulty podmínky pro nový studijní obor Mechanizace zemědělství (1962). Následně, v roce 1969 vznikla Mechanizační fakulta, která od roku 2009 působí pod názvem Technická fakulta. V roce 1995 vznikla Fakulta zahradnictví a krajinného inženýrství, v roce 2003 rozdělením Agronomické fakulty vznikly dvě samostatné fakulty, a to Fakulta agrobiologie a potravinových zdrojů a Fakulta biotechnologie a potravinářství. Nejmladší fakultou je Fakulta evropských studií a regionálního rozvoje - působí od roku 2004. Fakulta vznikla vyčleněním několika kateder z Fakulty ekonomiky a managementu (Katedra práva, Katedra regionálního rozvoje, Katedra environmentálního managementu se sídlem na detašovaném pracovišti v Košicích). Rozhodnutím ministra školství Slovenské republiky ze dne 10. prosince 2009 byla začleněna do soustavy vysokých škol Slovenska jako univerzitní vysoká škola. V roce 2015 ji akreditační komise zařadila mezi sedm nejlepších univerzit na Slovensku. V roce 2015 bylo s finanční podporou strukturálních fondů Evropské unie založeno výzkumné centru AgroBioTech. 23. června 2022 prezidentka Zuzana Čaputová jmenovala novou rektorku univerzity, Klaudii Halászovou.

## Současná struktura
- Fakulta agrobiológie a potravinových zdrojov
- Fakulta biotechnológie a potravinárstva
- Fakulta ekonomiky a manažmentu
- Fakulta európskych štúdií a regionálneho rozvoja
- Fakulta záhradníctva a krajinného inžinierstva
- Technická fakulta

## Odborná periodika vydávaná SPU
- Acta fytotechnica et zootechnica (časopis pre fytotechniku a zootechniku), E-ISSN 1336-9245, P-ISSN 1335-258X
- Acta horticulturae et regiotecturae (časopis pre záhradníctvo, krajinné inžinierstvo, architektúru a ekológiu), ISSN 1335-2563
- Acta oeconomica et informatica (časopis pre ekonomiku a informatiku v poľnohospodárstve), E-ISSN 1336-9261, P-ISSN 1335-2571
- Acta technologica agriculturae (časopis pre mechanizáciu poľnohospodárstva), ISSN 1335-2555
- Acta regionalia et environmentalica (časopis pre regionálne a environmentálne vedy), E-ISSN 1336-9253, P-ISSN 1336-5452